# 더 비틀즈 스토리
더 비틀즈 스토리는 리버풀에 있는 비틀즈와 그들의 역사에 대한 박물관이다. 마이크와 베르나데트 번이 고안하고 제작했으며 1990년 5월 1일에 공식 개장했다. 역사적인 로열 앨버트 독에 위치하고 있으며, 머지트래블의 일부인 머지 페리스가 소유하고 있다.
더 비틀즈 스토리에는 카스바 커피 클럽, 캐번 클럽 및 애비 로드 스튜디오의 재현 외에 존 레논의 안경, 조지 해리슨의 첫 기타, 그리고 브리티시 인베이전과 각 비틀즈 멤버들의 솔로 경력에 대한 자세한 역사와 같은 다른 역사적인 비틀즈 물품들이 포함되어 있다. 이 박물관은 2015년 영국 최고의 관광 명소 중 하나로도 인정받았다. 이 전시는 캐번 메카 (1981-1984)와 비틀즈 시티 (1984-1986)에 앞서 있었다.

## 갤러리

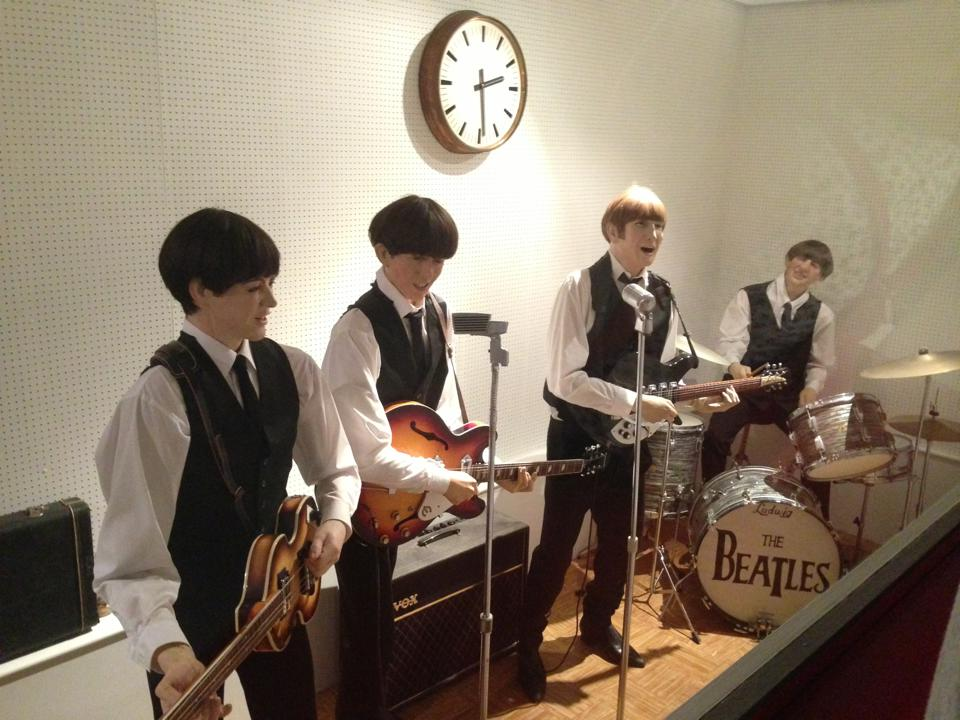
데카 오디션 (밀랍 인형)
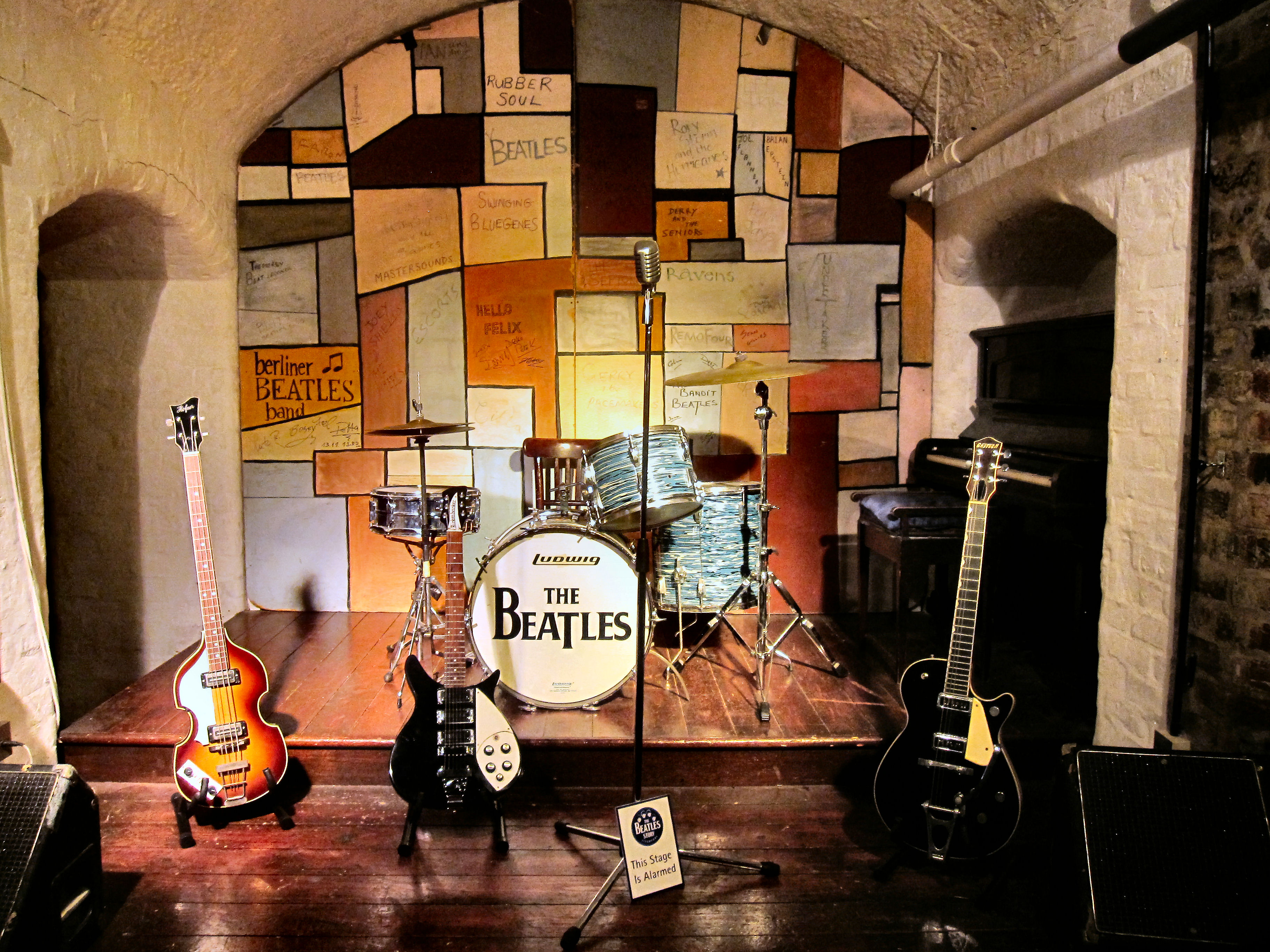
원래 캐번 클럽 (1957-1973) 재현
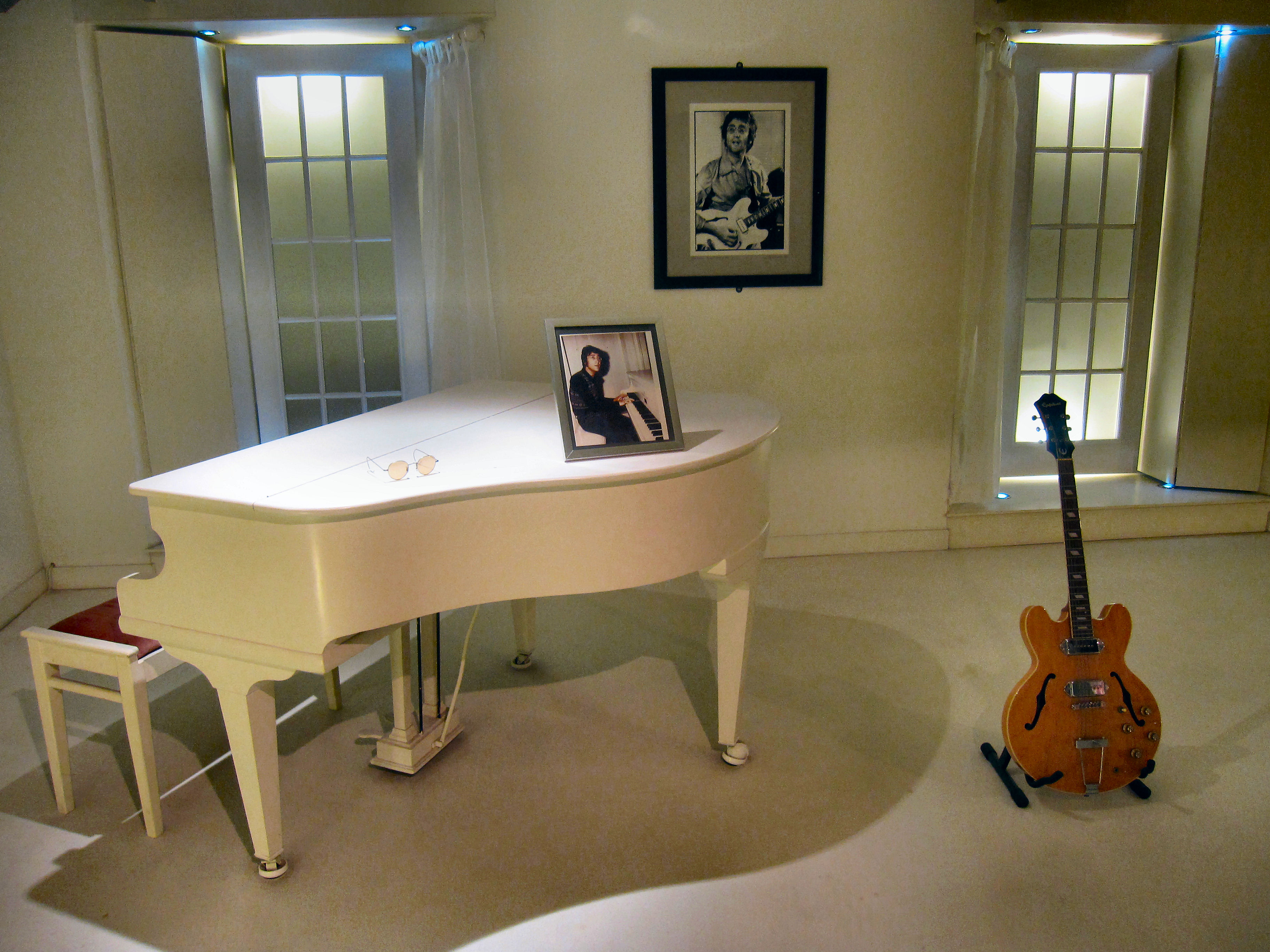
이매진 방 재현
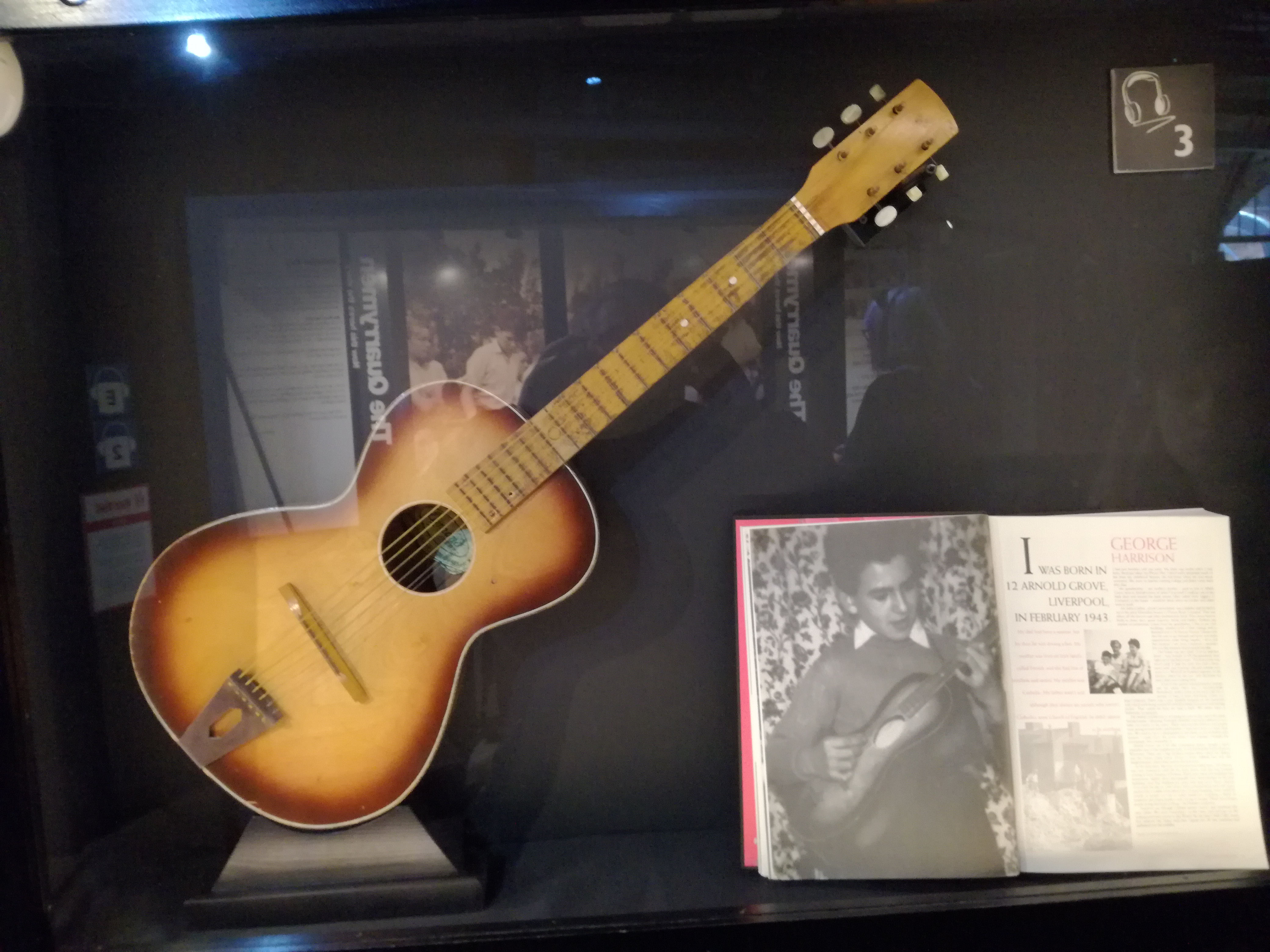
조지 해리슨의 첫 기타
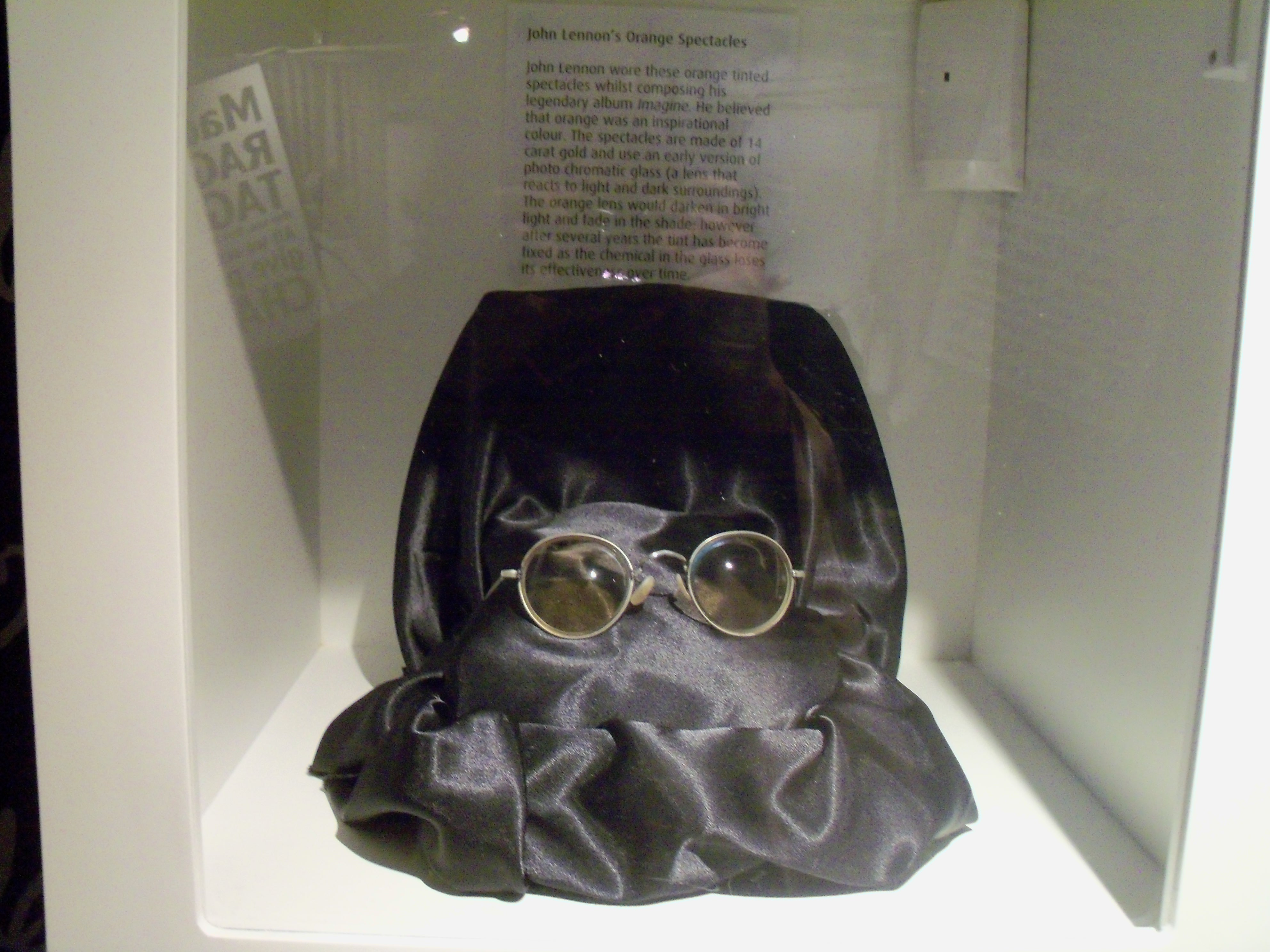
존 레논의 주황색 안경
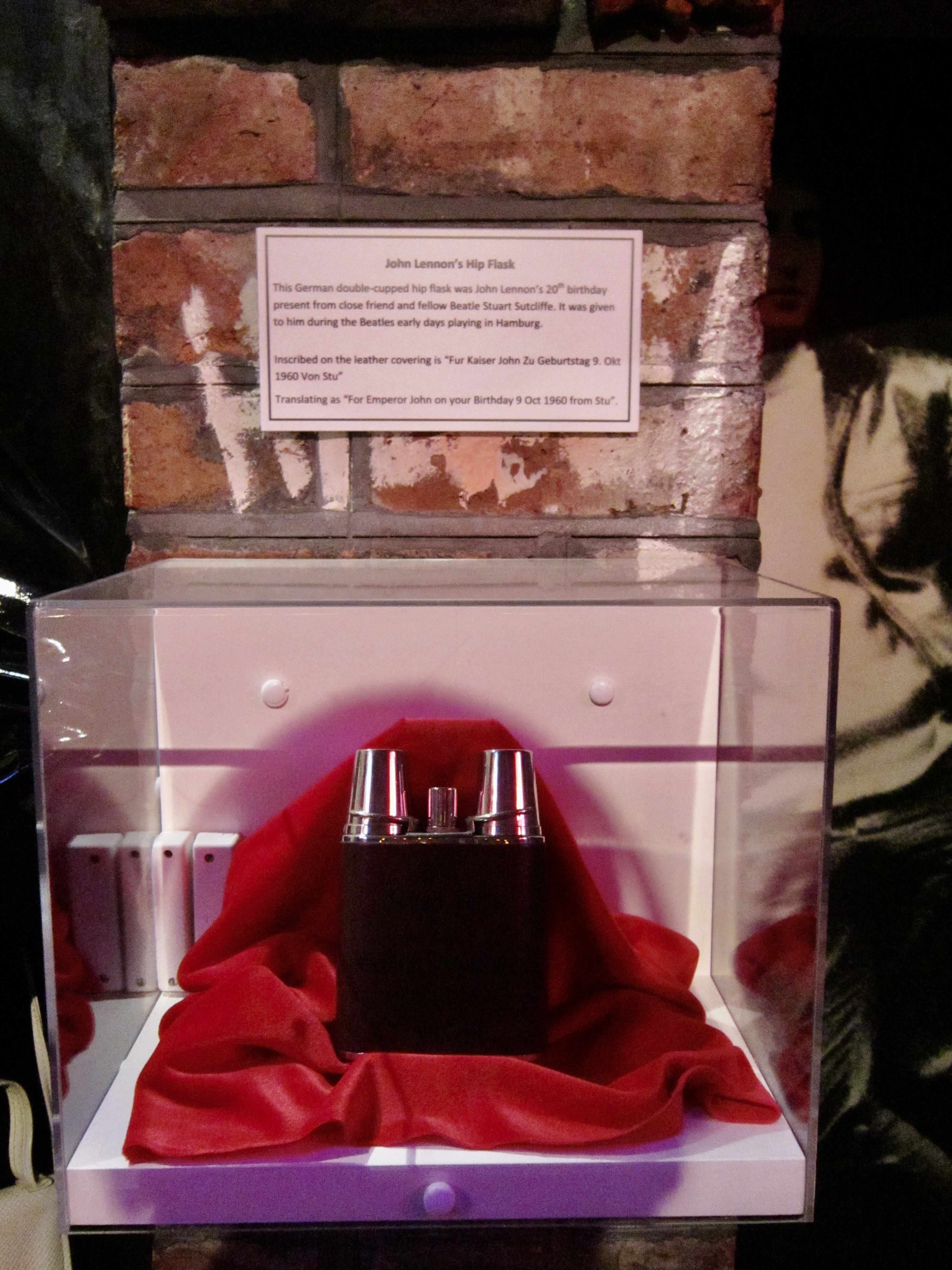
스튜어트 섯클리프가 선물한 존 레논의 힙 플라스크
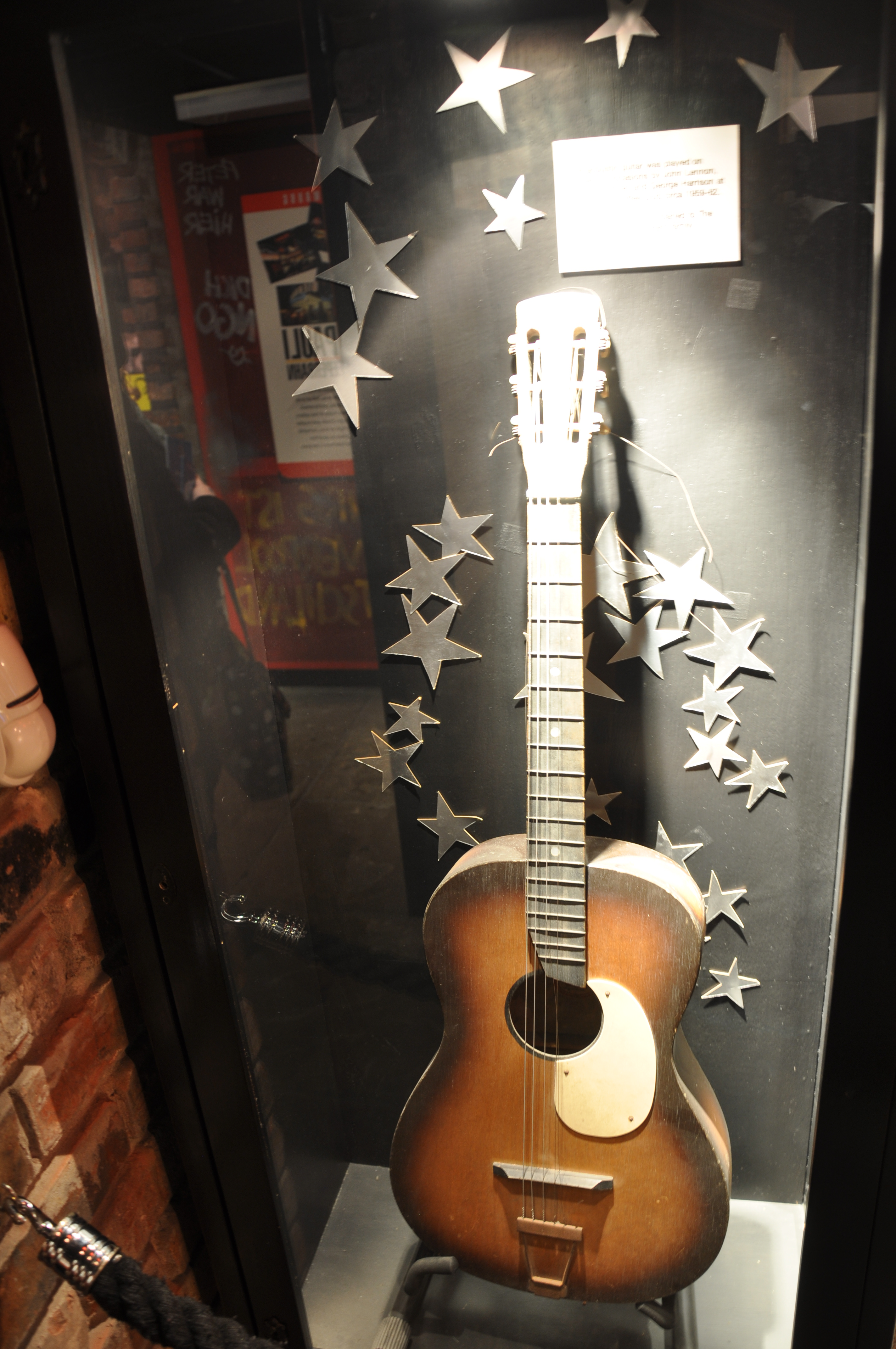
카스바 커피 클럽의 기타
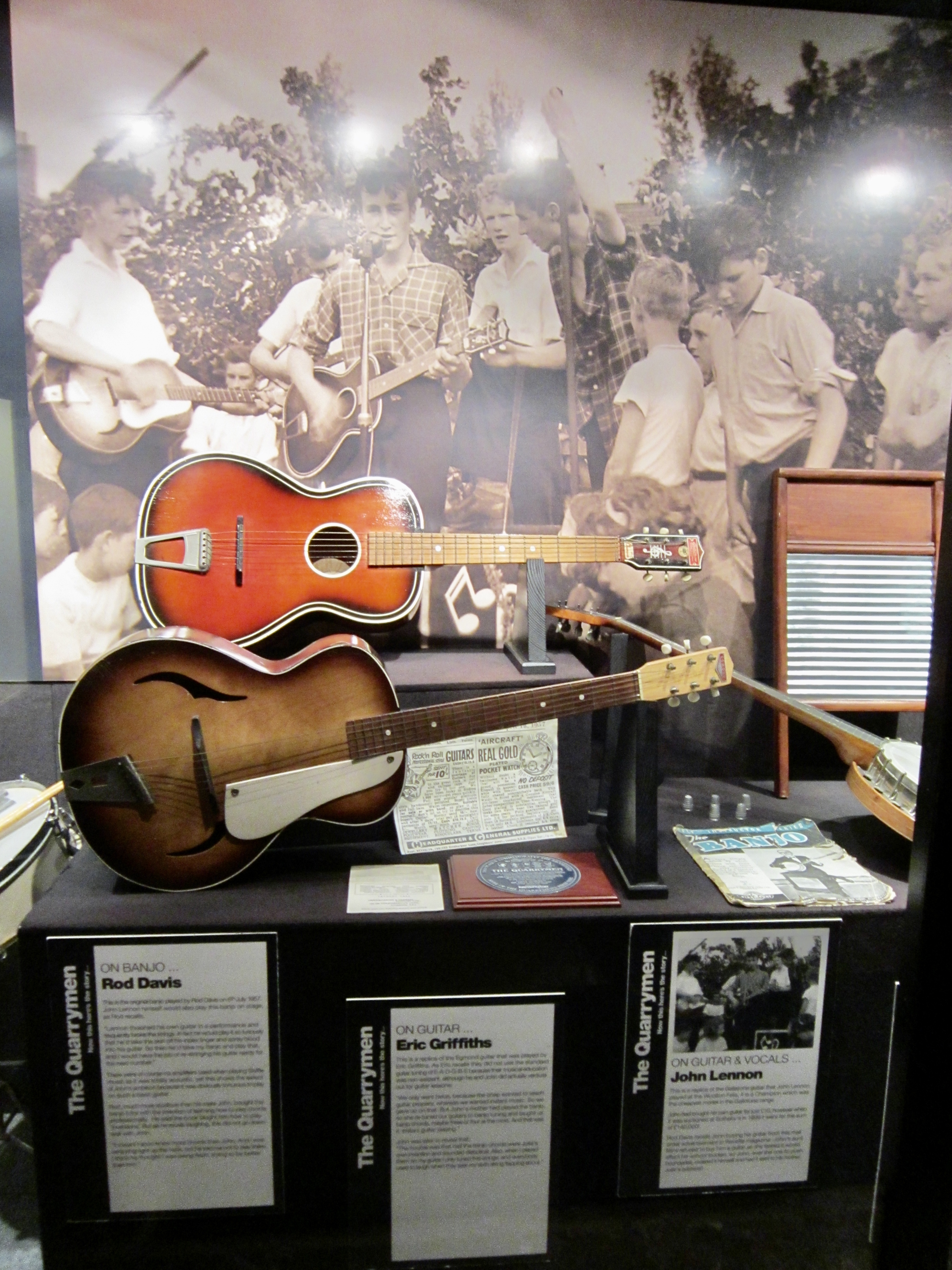
쿼리멘의 악기
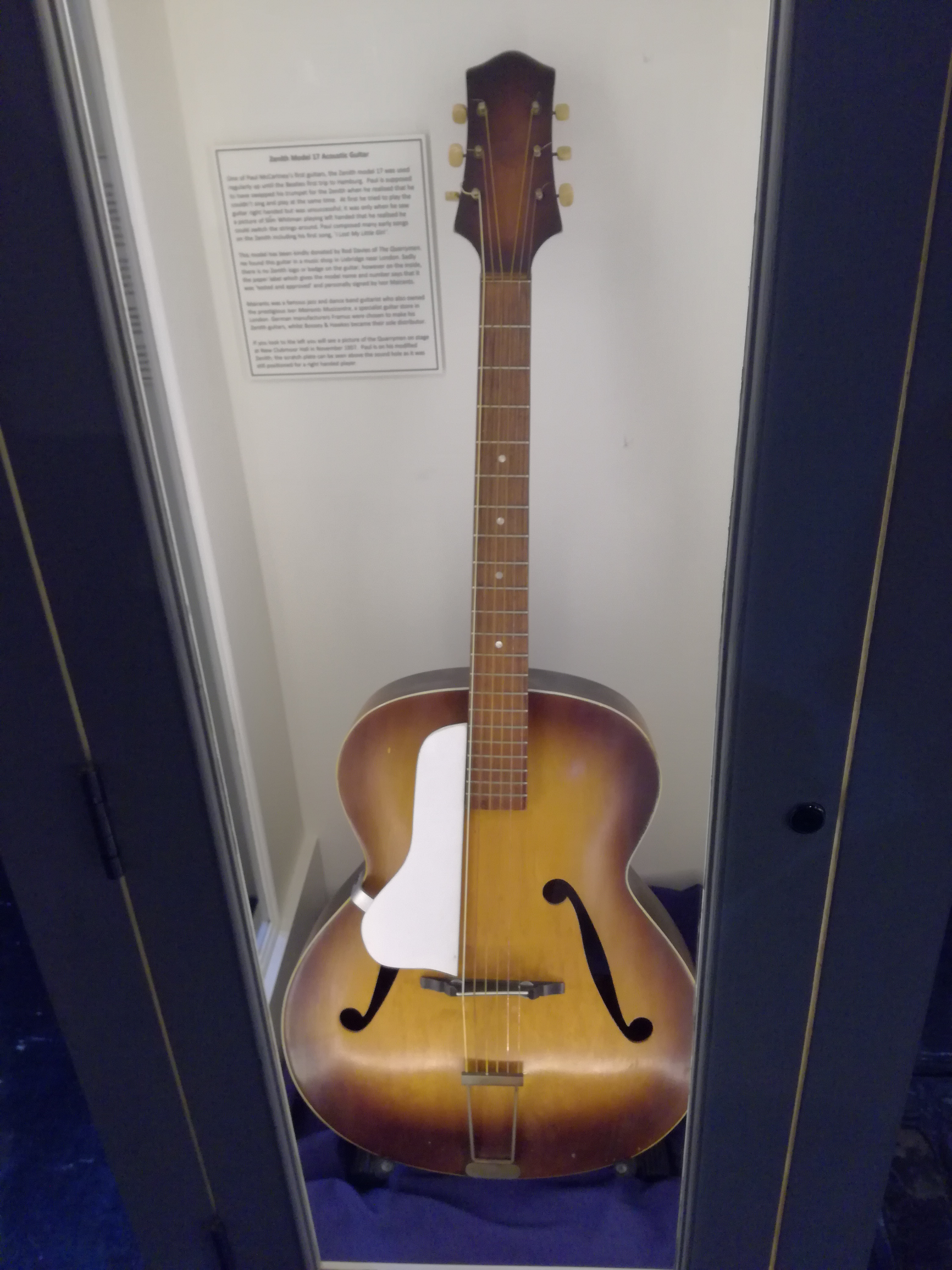
폴 매카트니가 연주했던 모델인 제니스 모델 17, 로드 데이비스 기증.
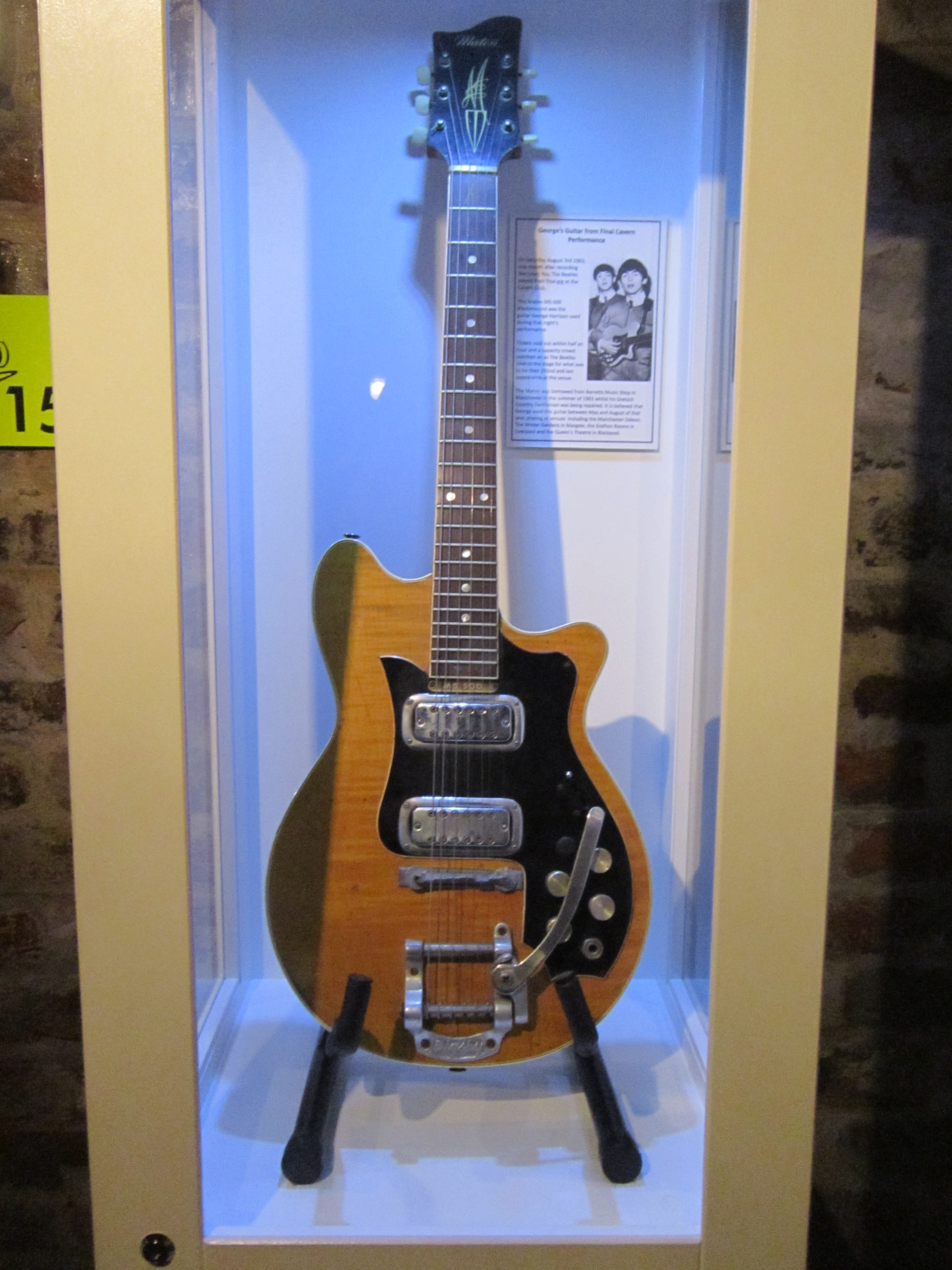
조지 해리슨의 마지막 캐번 기타
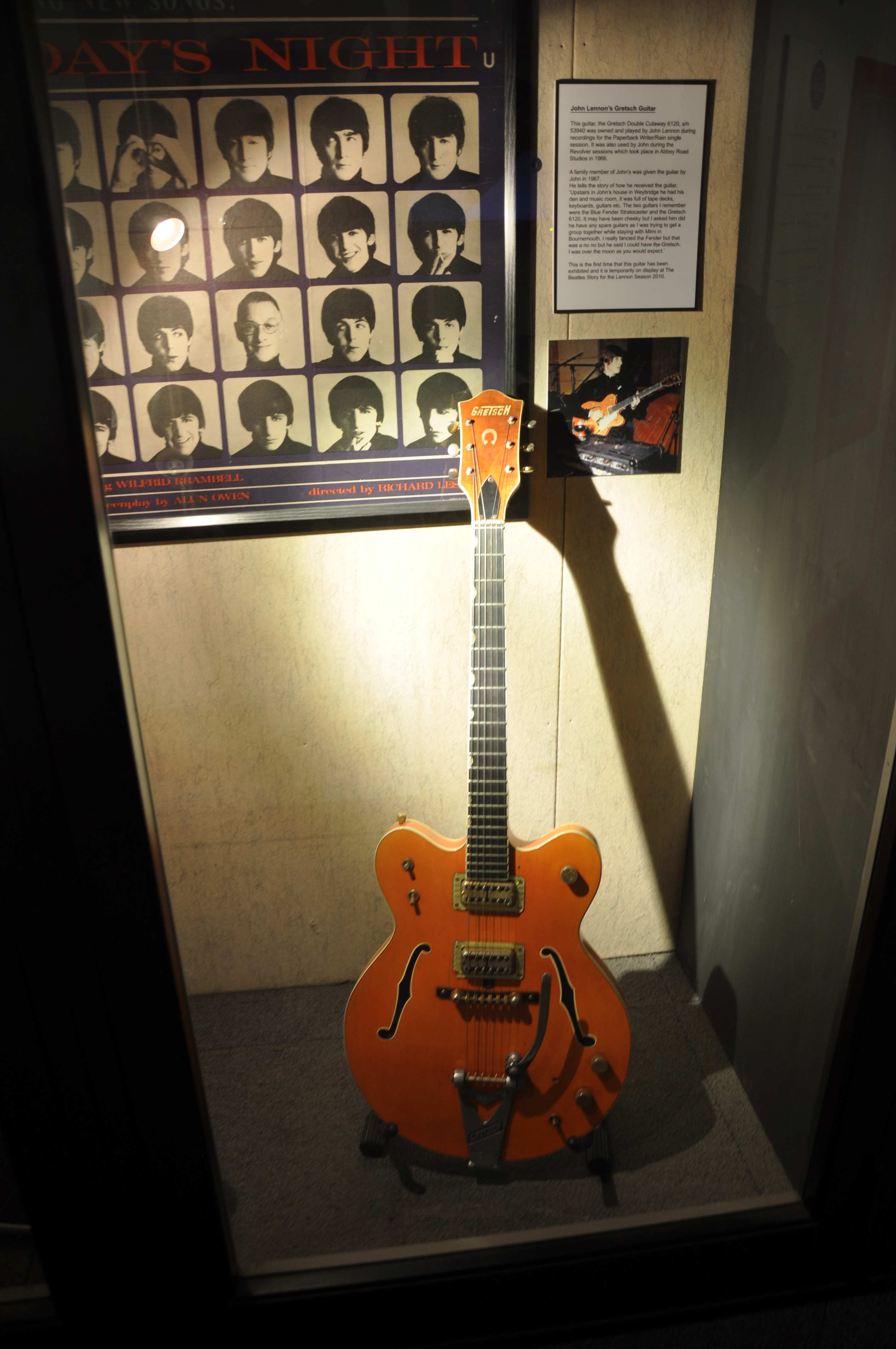
존 레논의 그레치 6120 (일련번호 53,940)
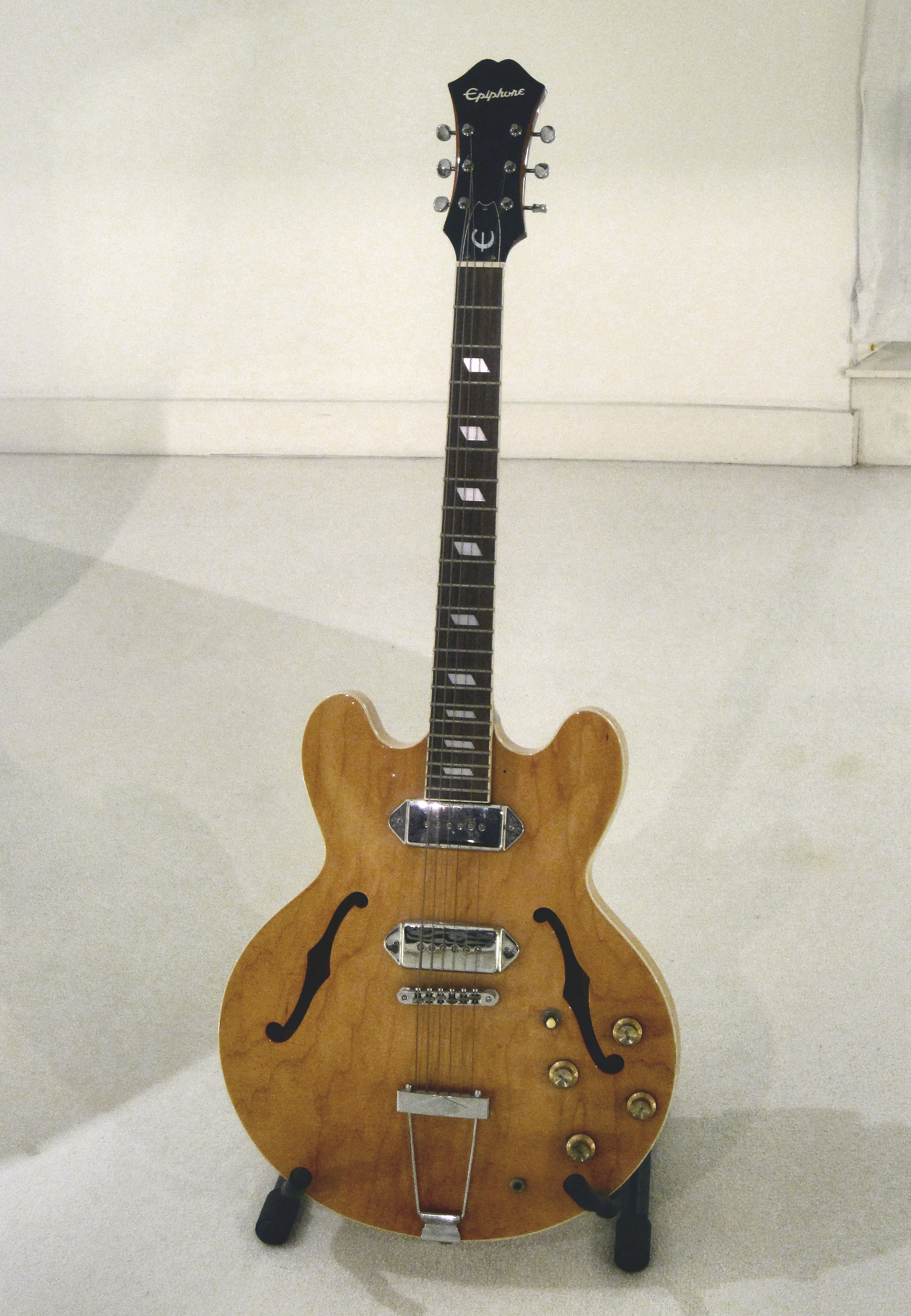
존 레논이 연주했던 모델인 에피폰 카지노.
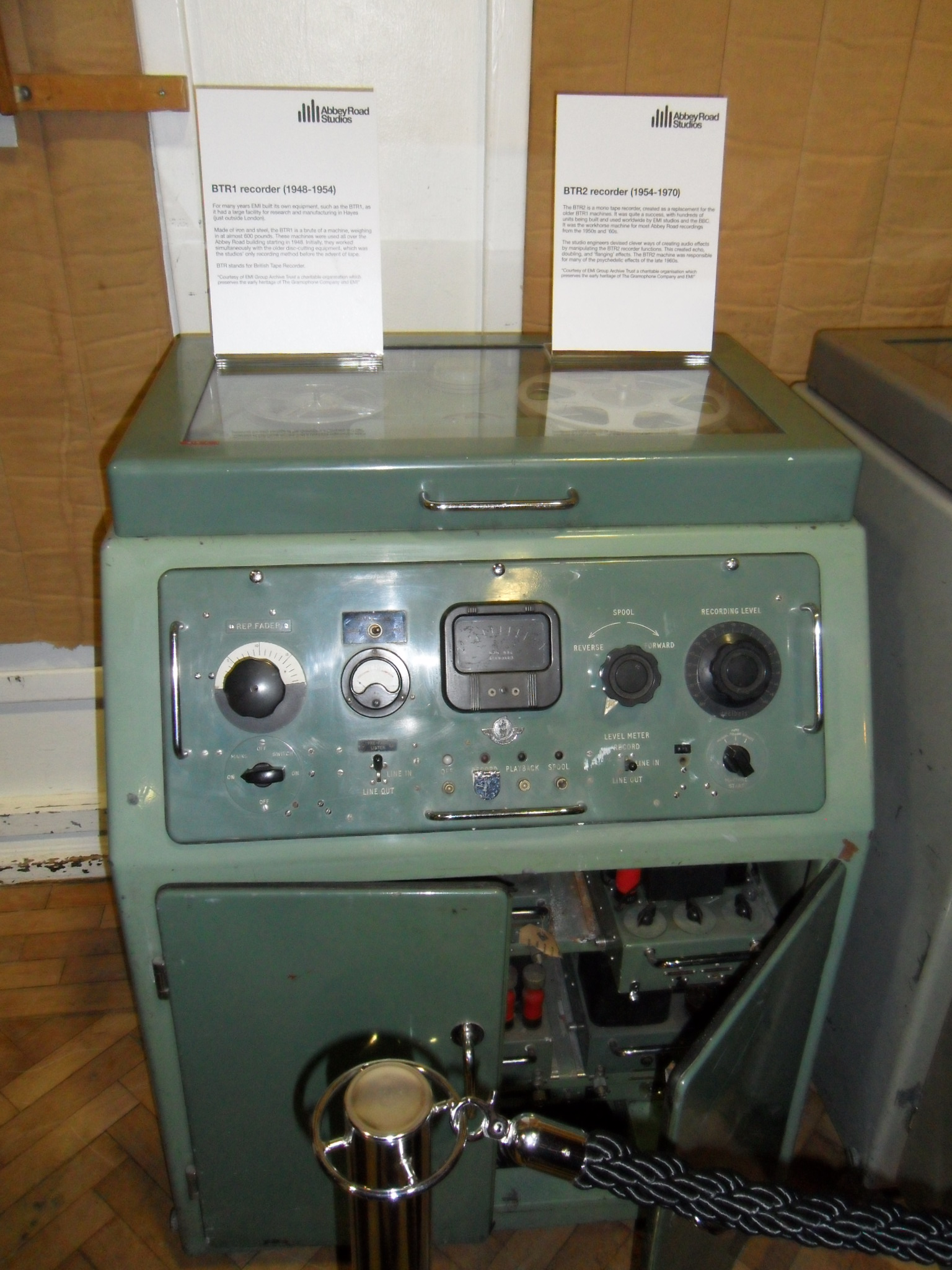
EMI BTR2 애비 로드 스튜디오에서 사용된 테이프 레코더

## 같이 보기
- 리버풀 비틀즈 박물관
- 캐번 메카
- 음악 박물관 목록
- 스트로베리 필드